# Peter Withe
Peter Withe (født 30. august 1951 i Liverpool, England) er en tidligere engelsk fodboldspiller og træner, der spillede som angriber. Han var på klubplan tilknyttet adskillige engelske og udenlandske klubber, men mest nævneværdigt Nottingham Forest, Newcastle og Aston Villa. Med både Nottingham Forest og Aston Villa var han med til at blive engelsk mester, og med Villa blev han desuden matchvinder i finalen, da holdet i 1982 vandt Mesterholdenes Europa Cup.
Withe blev desuden noteret for elleve kampe og én scoring for Englands landshold. Han repræsenterede sit land ved VM i 1982 i Spanien.
Efter sit karrierestop har Withe forsøgt sig som træner hos først Wimbledon F.C., og siden Thailands og Indonesiens landshold.

## Titler
Engelsk 1. division
- 1978 med Nottingham Forest
- 1981 med Aston Villa

Football League Cup
- 1978 med Nottingham Forest

Mesterholdenes Europa Cup
- 1982 med Aston Villa

UEFA Super Cup
- 1982 med Aston Villa